# Afurcagobius
Genre
Afurcagobius est un genre de poissons regroupant 2 des nombreuses espèces de gobies.

## Liste d'espèces
Selon ITIS (17 déc. 2015) et World Register of Marine Species (17 déc. 2015)
- Afurcagobius suppositus (Sauvage, 1880)
- Afurcagobius tamarensis (Johnston, 1883)